# Giuseppina Bozzacchi
Giuseppina Bozzacchi, née le 23 novembre 1853 à Milan et morte le 23 novembre 1870 à Paris 9e, est une danseuse italienne.
Elle est connue pour sa prestation dans le rôle de Swanhilda dans le ballet Coppélia.

## Biographie
Bozzacchi, née à Milan, est remarquée par la danseuse italienne Amina Boschetti. À douze ans, elle part étudier à Paris, après du chorégraphe Arthur Saint-Léon et de Madame Dominique, célèbre professeur de danse.
Arthur Saint-Léon et le directeur de l'Opéra de Paris Émile Perrin la choisissent pour tenir le rôle de Swanhilda dans le ballet Coppélia. La première a lieu le 25 mai 1870, en présence de l'Empereur Napoléon III. Le ballet connaît un énorme succès les semaines suivantes, et la danseuse éblouit les spectateurs.
En juillet, la France et la Prusse entrent en guerre. Bozzacchi danse Swanhilda pour la 18e et dernière fois le 31 août. Affaiblie par les privations, Giuseppina contracte la variole, dont une épidémie s'abat sur Paris. Elle meurt dans la matinée de son 17e anniversaire. Elle est enterrée au cimetière de Montmartre à Paris.